# Feldhockey-Europameisterschaft der Damen 2003
Die Feldhockey-Europameisterschaft der Damen 2003 ist die sechste Auflage der Feldhockey-Europameisterschaft der Damen. Sie wurde vom 1. bis 13. September im Estadío Pau Negre in Barcelona statt. Zum ersten Mal wurde die EM parallel zu der der Männer ausgetragen. Die Niederländerinnen gewannen zum dritten Mal in Folge und insgesamt zum fünften Mal den Europameistertitel.

## Vorrunde

### Gruppe A
| Team          | Sp | S | U | N | P  | Tore | Gtore |
| ------------- | -- | - | - | - | -- | ---- | ----- |
| Niederlande   | 5  | 5 | 0 | 0 | 15 | 40   | 2     |
| Spanien       | 5  | 4 | 0 | 1 | 12 | 16   | 3     |
| Schottland    | 5  | 2 | 0 | 3 | 6  | 9    | 16    |
| Frankreich    | 5  | 2 | 0 | 3 | 6  | 6    | 15    |
| Aserbaidschan | 5  | 1 | 1 | 3 | 4  | 6    | 17    |
| Russland      | 5  | 0 | 1 | 4 | 1  | 3    | 27    |

| 2. September  |               |      |
| Aserbaidschan | Russland      | 1:1  |
| Frankreich    | Niederlande   | 0:7  |
| Schottland    | Spanien       | 0:3  |
| 4. September  |               |      |
| Schottland    | Russland      | 6:2  |
| Niederlande   | Aserbaidschan | 12:1 |
| Spanien       | Frankreich    | 0:7  |
| 5. September  |               |      |
| Schottland    | Niederlande   | 0:7  |
| Frankreich    | Aserbaidschan | 2:1  |
| Russland      | Spanien       | 0:6  |
| 7. September  |               |      |
| Spanien       | Aserbaidschan | 1:0  |
| Schottland    | Frankreich    | 2:1  |
| Russland      | Niederlande   | 0:12 |
| 8. September  |               |      |
| Spanien       | Niederlande   | 1:2  |
| Frankreich    | Russland      | 2:0  |
| Schottland    | Aserbaidschan | 1:3  |

### Gruppe B
| Team        | Sp | S | U | N | P  | Tore | Gtore |
| ----------- | -- | - | - | - | -- | ---- | ----- |
| England     | 5  | 5 | 0 | 0 | 15 | 26   | 1     |
| Deutschland | 5  | 4 | 0 | 1 | 12 | 25   | 9     |
| Irland      | 5  | 2 | 1 | 2 | 7  | 4    | 9     |
| Ukraine     | 5  | 1 | 2 | 2 | 5  | 13   | 20    |
| Italien     | 5  | 1 | 1 | 3 | 4  | 8    | 22    |
| Wales       | 5  | 0 | 0 | 5 | 0  | 2    | 17    |

| 1. September |             |     |
| England      | Italien     | 8:0 |
| Irland       | Wales       | 1:0 |
| Ukraine      | Deutschland | 3:8 |
| 3. September |             |     |
| Italien      | Irland      | 1:2 |
| Ukraine      | England     | 0:5 |
| Wales        | Deutschland | 0:4 |
| 5. September |             |     |
| England      | Wales       | 5:0 |
| Irland       | Deutschland | 0:4 |
| Italien      | Ukraine     | 4:4 |
| 6. September |             |     |
| Ukraine      | Irland      | 1:1 |
| England      | Deutschland | 5:1 |
| Wales        | Italien     | 0:2 |
| 8. September |             |     |
| Wales        | Ukraine     | 2:5 |
| Irland       | England     | 0:3 |
| Italien      | Deutschland | 1:8 |

## Platzierungsspiele
| Spiele um die Plätze 9–12 | Spiele um die Plätze 9–12 | Spiele um die Plätze 9–12 |
| ------------------------- | ------------------------- | ------------------------- |
| 10. September             |                           |                           |
| Aserbaidschan             | Wales                     | 2:1                       |
| Italien                   | Russland                  | 1:4                       |
| Spiele um die Plätze 5–8  |                           |                           |
| 11. September             |                           |                           |
| Schottland                | Ukraine                   | 2:3                       |
| Irland                    | Frankreich                | 4:2                       |
| Halbfinale                |                           |                           |
| 11. September             |                           |                           |
| Niederlande               | Deutschland               | 5:1                       |
| England                   | Spanien                   | 1:1 n. V., 3:4 n. P.      |

## Finalrunde
| Spiel um Platz 11 | Spiel um Platz 11 | Spiel um Platz 11 |
| ----------------- | ----------------- | ----------------- |
| 12. September     |                   |                   |
| Wales             | Italien           | 2:3               |
| Spiel um Platz 9  |                   |                   |
| Russland          | Aserbaidschan     | 2:3               |
| Spiel um Platz 7  |                   |                   |
| Frankreich        | Schottland        | 1:2               |
| Spiel um Platz 5  |                   |                   |
| Ukraine           | Irland            | 3:0               |
| Spiel um Platz 3  |                   |                   |
| England           | Deutschland       | 1:3               |
| Finale            |                   |                   |
| Niederlande       | Spanien           | 5:0               |

## Endergebnis
| Rang | Land          |
| ---- | ------------- |
| 1    | Niederlande   |
| 2    | Spanien       |
| 3    | Deutschland   |
| 4    | England       |
| 5    | Ukraine       |
| 6    | Irland        |
| 7    | Schottland    |
| 8    | Frankreich    |
| 9    | Aserbaidschan |
| 10   | Russland      |
| 11   | Italien       |
| 12   | Wales         |

## Medaillengewinnerinnen
| Platz | Land        | Sportlerinnen |
| ----- | ----------- | --- |
| 1     | Niederlande | Clarinda Sinnige, Lisanne de Roever, Macha van der Vaart, Fatima Moreira de Melo, Maartje Scheepstra, Miek van Geenhuizen, Mijntje Donners, Ageeth Boomgaardt, Minke Smabers, Janneke Schopman, Chantal de Bruijn, Minke Booij, Lieve van Kessel, Kim Lammers, Femke Kooijman, Sylvia Karres, Sabine Romkes, Jiske Snoeks |
| 2     | Spanien     | Isabel Barguno, Silvia Bonastre, Nuria Camon, Mar Feito, Erdoitza Goicoetxea, Silvia Manrique, Lucia Lopez, Gemma Martinez, Carmen M. Martin, Maite Garreta, Silvia Munoz, Ana Raquel Perez, Marta Prat, María Jesús Rosa, Monica Rued, Maider Tellería, Esther Termens, Rocio Ybarra                                     |
| 3     | Deutschland | Friederike Barth, Anneke Böhmert, Caroline Casaretto, Nadine Ernsting-Krienke, Franziska Gude, Mandy Haase, Natascha Keller, Denise Klecker, Alexandra Kollmar, Anke Kühn, Badri Latif, Britta von Livonius, Silke Müller, Cornelia Reiter, Fanny Rinne, Marion Rodewald, Louisa Walter, Julia Zwehl                      |